# BSU (Italië)
BSU is een Italiaans historisch merk van motorfietsen.
Dit is een Italiaans merk dat in 1923 werd opgericht door Ugo Siniscalchi. Hij bouwde motorfietsen met eigen frames waarin dwarsgeplaatste 350cc-Blackburne-inbouwmotoren werden gemonteerd. Een succes was het niet: in het jaar erna werd er niets meer van het merk vernomen.